# Rockeye
Rockeye är den femte studioalbumet av The Outfield.
Det var också bandets andra album som utgivna under MCA.
"Going Back" blev en hitsingel i Sydafrika på Adult Contemporary radio. Öppningsspåret, "Winning It All" användes mellan 1992 och 1996 i slutet av NBC:s TV-utsändning i NBA-finalerna.

## Låtförteckning
1. "Winning It All" 3:22
2. "Closer to Me" 3:17
3. "Way It Should Be" 3:39
4. "Under a Stone" 3:14
5. "Young Love" 3:49
6. "Jane" 4:28
7. "Take Me Home" 3:18
8. "Tonight You're Mine" 3:39
9. "On the Line" 3:19
10. "Stranger in My Town" 4:20 (Spinks, Tony Lewis)
11. "Going Back" 4:39

Alla låtar skrivna av John Spinks, utom annat anges.